# Erik Gustafsson (ishockeyspelare född 1992)
Carl Erik Gustafsson, född 14 mars 1992 i Nynäshamn, är en svensk ishockeyspelare som spelar för New York Rangers i NHL.
Han har tidigare spelat på NHL-nivå för Toronto Maple Leafs, Washington Capitals, Chicago Blackhawks, Montreal Canadiens, Philadelphia Flyers, och Calgary Flames samt på lägre nivåer för Rockford IceHogs i AHL och Frölunda HC i SHL och Djurgården i Hockeyallsvenskan.
Gustafssons moderklubb är Nynäshamns IF.